# Wario Land II
Wario Land II (jap. ワリオランド2 盗まれた財宝, Wario Rando 2: Nusumareta Zaihō, wörtlich: Wario Land 2: Der gestohlene Schatz) ist ein Videospiel der Firma Nintendo. Es ist vom Genre der Action-Adventure, beinhaltet aber auch Elemente eines Jump ’n’ Run und wurde am 26. März 1998 für den Game Boy veröffentlicht. Ein knappes Jahr später wurde es zum Release des Game Boy Color mit Farbunterstützung unter demselben Titel verkauft.

## Handlung
Während Wario in seinem Bett schläft, brechen die aus dem Vorgänger Wario Land – Super Mario Land 3 bekannten Piraten mit ihrer Anführerin Captain Syrup in sein Schloss ein, entwenden Warios Gold aus seiner Schatzkammer und fluten das gesamte Gebäude. Wario erwacht, behebt den Wasserschaden, um darauf den Diebstahl feststellen zu müssen, und macht sich auf die Verfolgung der Piraten.

## Spielprinzip
Der Spieler steuert Wario sequentiell durch aufeinanderfolgende Level und sammelt dabei Goldmünzen ein. Wario wird mit dem Steuerkreuz und den zwei primären Tasten des Game Boy gesteuert. Springt er auf einen Gegner, so ist dieser für eine kurze Zeit betäubt und kann von Wario aufgehoben und geworfen werden. Trifft der Spieler damit einen anderen Gegner so sind beide besiegt. Besiegte Gegner hinterlassen Münzen, die Wario aufsammeln kann. Andere Angriffsmöglichkeiten sind eine Stampfattacke, bei der sich Wario mit seinem Gesäß auf den Boden fallen lässt, und eine Rammattacke, die die Spielfigur mit vorgehaltenem Oberarm in hoher Geschwindigkeit nach vorne sprinten lässt. Wario kann ferner auf Abhängen hinunterrutschen, um sich zusammenzurollen und rollend Strecken zurückzulegen.
Wario kann durch verschiedene Einflüsse seine Form verändern. Fängt er zum Beispiel Feuer, läuft er panisch umher; der Spieler kann nur noch Laufrichtung und Sprünge kontrollieren. Nach einiger Zeit ist sein kompletter Körper in Feuer gehüllt, und Wario kann Gegner und speziell dafür markierte Blöcke, die vorher den Weg versperrten, zerstören. Der Feuereffekt lässt nach einiger Zeit nach, beziehungsweise, wenn Wario mit Wasser in Berührung kommt.
Eine andere Form der Gestaltwandlung ist, den Spielcharakter unter einem großen Gewicht breitquetschen zu lassen. In seiner gestauchten Form fällt Wario langsamer und eben zu Boden, ähnlich dem Blatt eines Baums, und kann auf diese Weise größere Distanzen in der Luft zurücklegen.
Wird Wario von einem Gegner verletzt, so verliert er einen Teil seines eingesammelten Geldes. Eine Energieleiste gibt es nicht. Es gibt somit keine Möglichkeit, im Spiel an einem Level zu scheitern; man kann das Spiel in einem Level abspeichern und unterbrechen. Das gesammelte Geld wird nach Beendigung des Levels auf einen Sammelbetrag gutgeschrieben.
Der Spieler ist gefordert, Warios Fähigkeiten und Verwandlungen auszunutzen, um in den Leveln voranzukommen. Neben den durch Feuer zerstörbaren Blöcken gibt es auch andere Blocktypen: Generische, brüchige Blöcke können, ähnlich wie in Super-Mario-Jump-’n’-Runs, mit Sprüngen an die Unterseite zerstört werden, aber auch zusätzlich durch die Stampf-, die Roll- und die Rammattacke. Andere Blöcke wiederum sind nur mit geworfenen Gegnern zu zerstören.
Level werden auf verschiedene Arten beendet: Meist bedeutet es, eine speziell markierte Tür zu betreten, auch kann es das Ziel sein, einen Endgegner zu besiegen. In einzelnen Fällen gibt es auch bestimmte Aufgaben, die vor Levelbeginn kurz als Text formuliert werden. 

Bestimmte Level beherbergen zwei Möglichkeiten, ein Level zu beenden. Je nachdem, auf welche Art man das Level beendet, folgen im Anschluss andere Level. Besiegt man zum ersten Mal einen Endgegner in einem finalen Level, kann man fortan jedes bereits bestandene Level wiederholen. Dabei wählt man das Level in einer Graphen-förmigen Übersicht aus und kann an den Teilungen des Graphen erkennen, welche Level alternativ beendet werden können. Jeder letzte Level in einem solchen Pfad endet mit einem Endgegner.
Nach Beendigung eines jeden Levels kann man, wenn man ausreichend Geld im Level eingesammelt hat, in einem Minispiel einen kleinen Teil einer Schatzkarte gewinnen. Auch ist in jedem Level ein Schatz versteckt. Hat man die Bruchteile aus allen Leveln gesammelt, schaltet dies ein Memory-Spiel und einen finalen, zeitbegrenzten Level frei.

## Technik
- Das Spiel befindet sich auf einem 8 Mbit großen Modul.
- Der Spielstand wird automatisch nach jedem Level gespeichert; innerhalb eines Levels kann der Spieler im Pausenmenü speichern, wobei das Spiel zum Titelbildschirm verlassen wird.
- Im Gegensatz zum Vorgänger stehen keine separaten Einträge für unterschiedliche Spielfortschritte zur Verfügung.